# Krystyna Zofia Eichler
Krystyna Zofia Eichler-Jukowicz (ang. Christina Sophie Eichler) (ur. 5 maja 1921 w Częstochowie, zm. 1 sierpnia 2012 w Los Angeles, Stany Zjednoczone) – polska malarka, pisarka i architekt tworząca na emigracji w Stanach Zjednoczonych.

## Życiorys
Córka Stefana Tomasza Eichlera i Konstancji ze Skrzyneckich, dzieciństwo spędziła w Warszawie i Suwałkach. Uczęszczała do Liceum Ogólnokształcącego w Augustowie, w 1939 zdała egzamin maturalny i zdała egzaminy na studia na Wydziale Architektury Politechniki Warszawskiej. Po wybuchu II wojny światowej razem z matką i bratem Januszem wyjechali do Wilna, gdzie w 1940 rozpoczęła studia na Wydziale Malarstwa Uniwersytetu Wileńskiego. 14 czerwca 1941 została z rodziną aresztowana przez NKWD i zesłana do obozu pracy w Kraju Ałtajskim. Po podpisaniu układu Sikorski-Majski i ogłoszeniu amnestii wyruszyli do Samarkandy, gdzie uzyskali informację, że Stefan Tomasz Eichler żyje i zaciągnął się do Armii Andersa, gdzie był szefem II oddziału Armii Polskiej w Związku Radzieckim. W marcu 1942 pociągiem dostali się do Krasnowodska, a następnie statkiem przez Morze Kaspijskie do Pahlawi w Iranie. Następnie razem z polskim wojskiem w 1943 dotarła do Bejrutu, gdzie studiowała architekturę na Academie Libanaise des Beaux Arts. Tam poznała i poślubiła architekta Stanisława Jukowicza (1915-1996). Po uzyskaniu dyplomu w 1948 emigrowała do Argentyny, gdzie pracowała w biurze architektonicznym D. Gambourg DPLG w Buenos Aires, w 1951 sprowadziła tam brata i rodziców. Aktywnie uczestniczyła w życiu tamtejszej Polonii, przyjaźniła się z Witoldem Gombrowiczem, gościła go na kolacjach i uczęszczała na prowadzony przez niego kurs filozoficzny. W 1961 r. przeniosła się do Kalifornii, gdzie w latach 1962-80 pracowała w biurze Robert E. Donald AIA w Beverly Hills na stanowisku samodzielnego architekta, a następnie szefa działu projektów, od 1983 prowadziła własne studio architektoniczne w Los Angeles. Specjalizowała się w projektowaniu rezydencji i wieżowców, w 2000 przeszła na emeryturę. Jako malarka stosowana technikę olejną na płótnie, uczestniczyła w życiu artystycznym Argentyny, a następnie Stanów Zjednoczonych. Miała siedem wystaw indywidualnych (Los Angeles, 1975, 1977, 1984, 1987, Nowy Jork, 1992), jej prace były wystawiane także w Polsce. Swoje wspomnienia zawarła w autobiografii „Śladami Odysei”, którą wydała poprzez własne wydawnictwo Sam Miguel Press. Zgodnie z ostatnim życzeniem Krystyny Zofii Eichler Jan Jaworski 27 października 2012 rozsypał jej prochy nad jeziorem Necko, w Augustowie, z którym czuła się emocjonalnie związana.

## Utwory
- Siberian notes 1939-1942 : manuscripts from archives at the Hoover Institution Stanford University - California
- Śladami Odysei
- Polscy studenci w Libanie 1942-1952
- Michał Kobielak - Wilno, 1940 : Zygmunt Fijałkowski (1920-ok. 1983)
- Moje amerykańskie perypetie : San Francisco : [opowiadanie]